# Paul I. Oceanu
Paul (I.) Oceanu (n. 27 iunie 1854, satul Topolița, județul Neamț - d. 31 decembrie 1919, București) a fost un medic veterinar, profesor de medicină veterinară la Școala Superioară de Medicină Veterinară din București.

## Biografie
Fiu al diaconului Ion Oceanu și al Elenei Oceanu, a urmat școala primară în Târgu Neamț, apoi gimnaziul Alexandru cel Bun din Iași.
Din 14 septembrie 1874 a început studiile de medicină veterinară la Școala Veterinară din București, care a fost închisă în  4 aprilie 1877 din cauza izbucnirii Războiului de Independență. Paul Oceanu a fost trimis în Basarabia pentru combaterea pestei porcine, de unde s-a întors în București în următorul an, pentru a-și continua studiile până la absolvire, în 28 septembrie 1879, când i s-a acordat diploma de medic veterinar. 
După ce timp de patru ani a lucrat ca medic veterinar în județele Fălciu, Vaslui și zona Huși, a obținut primul loc la un concurs pentru o bursă de studii în străinătate, urmând astfel din decembrie 1883 cursurile de specializare în medicină veterinară în Franța, la Toulouse și apoi la Școala Națională de Medicină Veterinară din Alfort. Aici i s-a acordat în 1885 o nouă diplomă de medicină veterinară și datorită rezultatelor foarte bune obținute i s-a oferit să-și continue activitatea în Franța, dar a preferat să se întoarcă în România.
După doi ani de medicină veterinară practicată în județul Ialomița, a fost numit director al Târgului de Porci din Turnu Severin, apoi, în 1888, director al abatorului din București, colaborând cu medicul veterinar Gabriel Demetrescu timp de 4 ani pentru modernizarea instituției. Mai târziu, în calitate de consilier comunal (1912-1913) a instituit un regulament de funcționare al acesteia.
În 1888 a fost numit profesor suplinitor și apoi profesor definitiv la Școala Superioară de Medicină Veterinară, la disciplinele de chirurgie veterinară (fiind considerat întemeietorul acesteia), anatomie topografică, obstetrică și arta potcovitului.
În 20 mai 1894 a fost primul medic veterinar din România care a efectuat operația de castrare la vacă, iar în 6 iunie 1895 primul din lume care a efectuat operația de castrare la bivoliță.
Lucrarea Ovariotomia la Iapă, Vacă, Bivoliță, Scrófa și Cățea, care combină propria experiență și referințe la lucrărilor medicilor Pierre Cadiot, François Peuch și Henry Toussaint , descrie în detaliu  această tehnică chirurgicală și demonstrează importanța sa economică, fiind propusă pentru Premiul Lazăr al Academiei Române.
În 1905 a publicat articole în care a descris tehnicile și inovațiile introduse în domeniul ovariotomiei la la vacă, iapă, bivoliță și măgăriță, urmate de lucrarea Cotul posterior la cal, în care a prezentat detalii anatomice, fiziologice și patologice a regiunii și tratarea spavanului prin nevrotomie tibio-sciatică.
În 16 ianuarie 1905, la Academia de Științe din Paris a fost prezentată comunicarea făcută împreună cu chimistul Aurel Babeș   Efectele fiziologice ale ovariotomiei la capră. Tehnica a fost repetată cu succes de către profesorul Dechambre la Școala de la Alfort, această confirmare traducându-se prin introducerea operației pe scară largă în Franța și Elveția datorită utilității sale economice.
Contribuția lui Oceanu și Babeș a fost recunoscută și de profesorul Alcide Railliet:
„Suntem  fericiți să putem face dreptate colegilor noștri români care au avut meritul de a atrage atenția medicilor veterinari și crescătorilor de animale asupra acestui subiect important.”
Inovația, cât și importanța sa economică – stimularea pe o perioadă prelungită a producerii de lapte cu proprietăți organoleptice mult mai aceptabile pentru consumator și fără a recurge la selecție – a avut ecouri atât în lucrări de specialitate cât și în reviste de cultură generală din acea vreme, cum ar fi publicația franceză L’Illustration din februarie 1905.
În Epidemiologia febrei aftosă din 1903, profesorul Oceanu a luat atitudine împotriva practicilor curente în acea perioadă de combatere a bolii.
După numeroase lucrări publicate în reviste de specialitate din Franța și România, s-a adresat și publicului dinafara domeniului veterinar:  scrisă sub formă de întrebări și răspunsuri, Noțiuni elementare de Poliție Sanitară Veterinară explică personalului din administrație și crescătorilor de vite noțiunile și principiile legii de poliție sanitar-veterinară.
În perioada 17-23 octombrie 1912 a făcut parte din delegația care a reprezentat România la Primul Congres Internațional de Patologie Comparată desfășurat la Facultatea de Medicină din Paris.
După o prodigioasă activitate profesională și administrativă în slujba comunității s-a stins din viață în urma unei lungi și grele suferințe, la 3 ianuarie 1920.

## Lucrări publicate și comunicări științifice
- Un subiect destul de rar – cisticercoza bovină și importanța sa din punct de vedere al igienei publice. Buletinul Societății de Medicină Veterinară, 5:17, 1 noiembrie 1890.
- Castrațiunea și efectele acestei operațiuni la bivoliță. Comunicare la ședința Societății de Medicină Veterinară, 7 decembrie 1895.
- Castrațiunea și efectele acestei operațiuni la vacă. Comunicare la ședința Societății de Medicină Veterinară, 2 noiembrie 1897.
- Ovariotomia la Iapă, Vacă, Bivoliță, Scrófa și Cățea, de P. I. Oceanu, profesor de medicină operatoare și de obstetrică la Școala Superioară de Medicină veterinară. Cu 27 figuri în text. Bucuresci (Inst. de Arte Grafice și editură Minerva, Filip, Moroianu, Popovici și Tălășescu), 1899.
- Curs de hipologie, de D. Medic Veterinar Oceanu, 1900. Bucuresci (Imprimeria Statului), 1900.
- Epidemiologia febrei aftósă. Măsurile sanitare veterinare. Tratamentul higienic al boalei, [de] Paul Oceanu, Profesor la Scóla de Medicină veterinară. Bucuresci (Inst. de Arte Grafice Eminescu), 1903.
- Epidemiologia febrei aftosă, [de] Paul Oceanu. Statistica animalelor îmbolnăvite în diferite țări și la noi în țară. Bucuresci (Inst. de Arte Grafice Eminescu), 1903.
- Noțiuni elementare de Poliție Sanitară Veterinară, [de] Paul Oceanu, Profesor la Școala Veterinară. București (Inst. de Arte grafice Eminescu), 1904.
- Cotul posterior la cal. Anatomia, funcțiunea fisiologica a cotului, inervațiunea, enumerațiunea bólelor cotului și tratamentul eparvenului solzos prin nevratomia tibio-sciatică, [de Paul Oceanu]. Bucuresci (Imprimeria Statului), 1905. (Extras din darea de samă a asociațiunei române pentru înaintarea și răspîndirea sciințelor din 1903).
- Les effets physiologiques de l'ovariotomie chez la chèvre. Par MM P. Oceanu et A. Babes. Comptes rendus hebdomadaires des séances de l'Académie des Sciences (France), Tome CXL:172, Ed. Gautheir-Villars, Paris,  1905.
- Ovariotomia și efectele operațiunei la capră. Capra domestică, [de] P. Oceanu și A. Babeș. Bucuresci (Imprimeria Statului), 1905. (Extras din darea de samă a asociațiunei române pentru înaintarea și respândirea sciințelor, din 1903).
- Considerațiuni generale asupra cărnei vitelor bovine și a bivolului. Calitățile și prețurile cărnei în comerțul de măcelărie la noi în țară, [de] Paul Oceanu, Profesor Consilier comunal. București (Tip. Speranța), 1912.